# Abkhazos
Els abkhazos (Аҧсуа) són un poble pertanyent al grup lingüístic caucasià, molt afí als adiguesos i abazins o txerkessos, que viuen a Abkhàzia, Geòrgia i a Turquia. Anomenen al seu país Apsny, que vol dir "Terra de l'Ànima".

## Característiques
Són famosos arreu del món per la seva longevitat, perquè un 3% de la població arriba a complir 100 anys. Pel que fa a la religió, els de Gudauta i Abzhui són musulmans sunnites, però els samurzakan són ortodoxos.

## Història
Són els antics abasgoi o abasgi esmentats per Arrià i per Plini. Van estar sotmesos als lazes (vegeu Làzica). Van esdevenir cristians en temps de Justinià I. Van tenir un catolicós propi des del segle xiii amb seu a Pitzund. A la segona meitat del segle xviii la casa reial governant els sharvashidze, suposats descendents dels shirwanshahs, van esdevenir musulmans i l'islam que ja havia entrat durant un segle al país va esdevenir la religió principal.
Hom afirma que a començaments del segle xix potser eren 321.000 (juntament amb els abazins). Després de la conquesta russa i la supressió de la dinastia el 1864 foren inclosos a la província especial (otdyel) de Sukhum (Sukhumi) dividida en tres districtes (okrug): Pitzund, Ochamchiri i Tzebelda. La taxació russa va provocar una forta emigració cap a Turquia (el 1820 hi havia uns 90.000 abkhazos i una població total al país de 128.000 persones, però després de l'emigració el nombre d'abkhazos es va reduir a 65.000).
Tzebelda va quedar despoblat i fou administrat per un curador (popecitel naselenya) i es va suprimir el districte; després tota la província fou considerada un districte del govern de Kutais o Kutaisi. El 1877 una rebel·lió de tribus muntanyeses causada pel desembarcament de tropes otomanes va tenir el suport dels abkhazos i va anar seguida d'una nova onada d'emigració a Turquia; el 1881 s'estimava que només restaven 20.000 abkhazos. El 1892 la població d'abkhazos s'estimava en 72.500 al seu país, d'ells uns 60.432 al govern de Kutaisi, i uns 12.000 més al territori de Kuban, però segurament s'inclïa també als abazins.

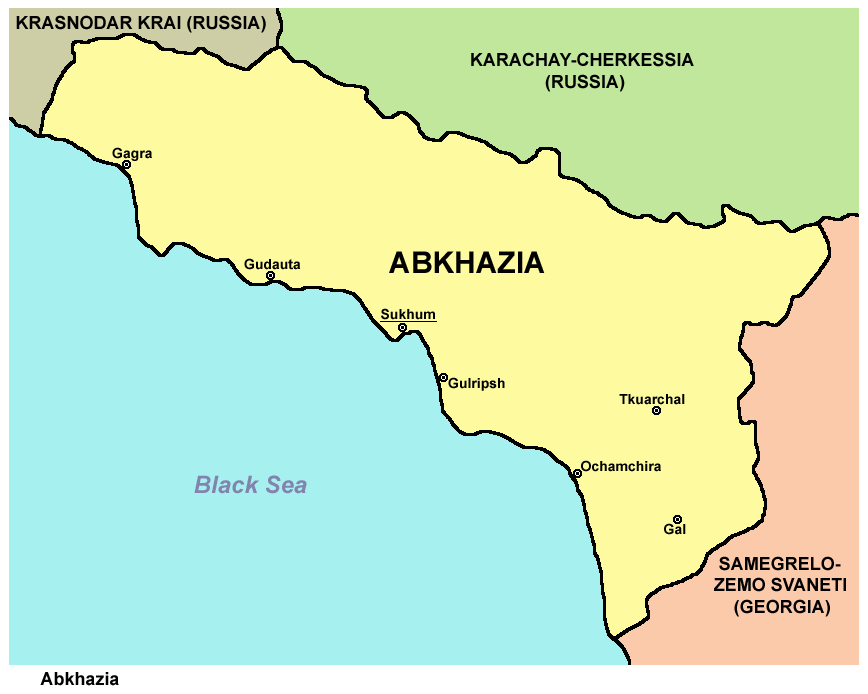
Mapa d'Abkhàzia

El 1926 vivien a la república uns 72.600 abkhazos incrementats per naixements i retorns, però la repressió russo-georgiana de Stalin, Lavrenti Béria i altres els va delmar. El 1959 hi havia a la Unió Soviètica 59.000 abkhazos dels quals més de 50.000 a la república, però aquesta tenia 300.000 habitants. A la capital Sukhumi, amb 44.000 habitants, els abkhazos eren minoria. El 1979 eren només 94.000 individus. La població de la república es va incrementar però fou a causa de la presència d'emigrants georgians i russos principalment. El 1989 els abkhazos augmentaren a 103.000, dels quals el 93,54% parlaven la seva llengua. l'independencia de facto des de 1991, reconeguda per Rússia el 2008, augmenta la possibiliutat de supervivència de la nació.